# Sylling
Sylling is een plaats in de Noorse gemeente Lier, in de provincie Buskerud, in het zuidoosten van Noorwegen (Østlandet). Sylling ligt aan de zuidkant van het water Holsfjord, de zuidoostelijke arm van het meer Tyrifjord, ten westen van de Noorse hoofdstad Oslo. Sylling telt 573 inwoners (2011) en heeft een oppervlakte van 66 hectare.
Er is landbouw en tuinbouw (aardbeien, groenten).
De huidige plaatselijke kerk, Sylling Kirke, is in 1852 gebouwd, maar op dezelfde plek heeft al sinds de middeleeuwen een kerk gestaan.

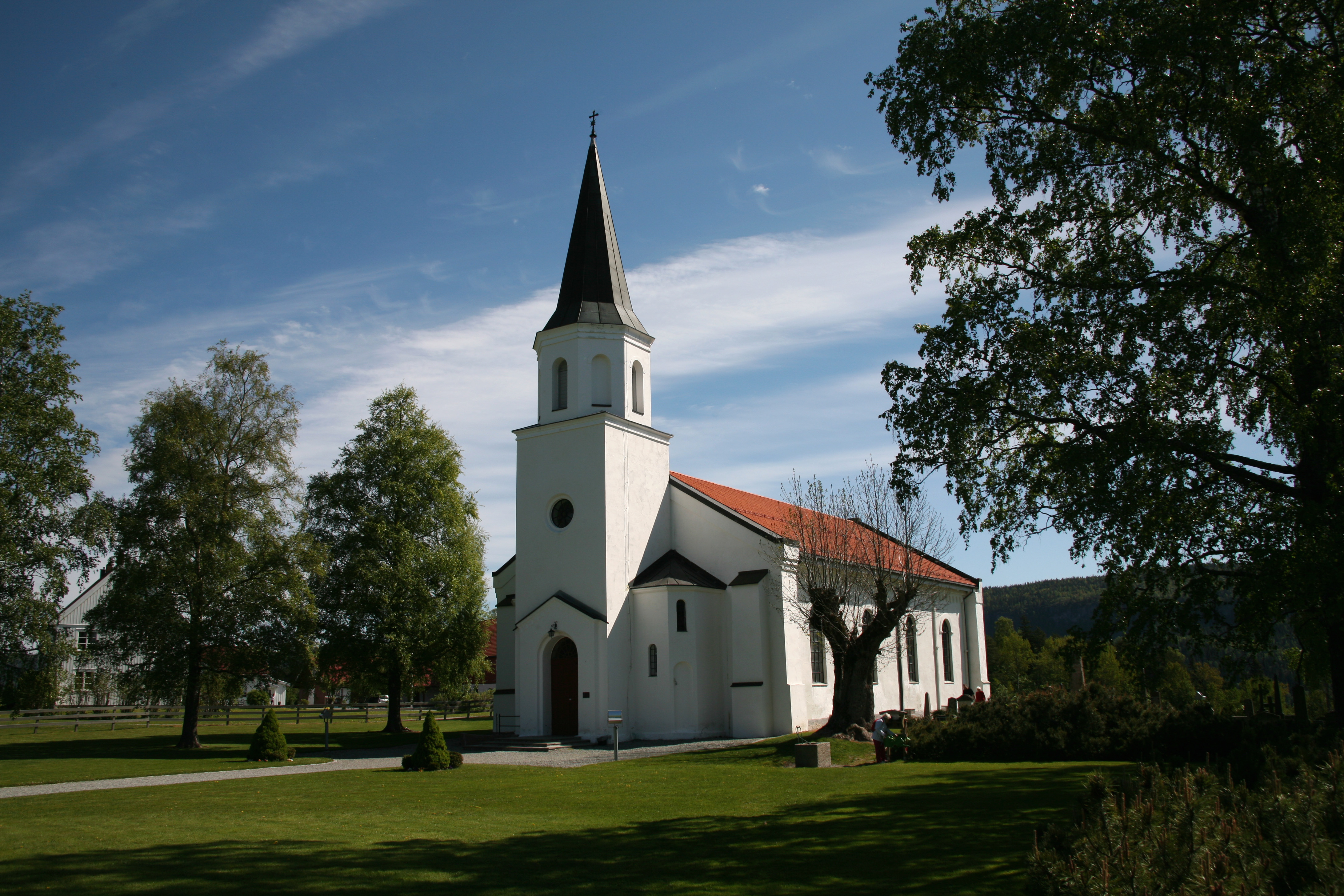